# Glomus arenarium
Glomus arenarium är en svampart som beskrevs av Blaszk., Tadych & Madej 2001. Glomus arenarium ingår i släktet Glomus och familjen Glomeraceae.   Inga underarter finns listade i Catalogue of Life.